# Acerto crítico
Em muitos jogos de RPG e jogos eletrônicos, um acerto crítico (ou crit) é uma chance de que um ataque bem-sucedido cause mais dano do que um golpe normal.
O conceito de acertos críticos se origina de jogos de guerra e jogos de RPG, como uma maneira de simular a sorte, e passou para os jogos eletrônicos no RPG japonês Dragon Quest de 1986. Muitos outros jogos que usam golpes críticos podem ter maneiras de aumentar a probabilidade de ocorrerem, como aumentar o nível ou a estatística de ataque do personagem do jogador.
Tanto os jogos de RPG quanto os jogos eletrônicos também podem optar por usar uma versão menos tradicional de acertos críticos, seja usando nomes diferentes, oferecendo efeitos diferentes do que causar mais dano, incluindo alvos específicos ou ponto(s) fraco(s), e raramente pela inclusão de efeitos de erro crítico.